# تیبس لوید جانسون
تیبس لوید جانسون (انگلیسی: Tebbs Lloyd Johnson; ۷ آوریل ۱۹۰۰ – ۲۶ دسامبر ۱۹۸۴) ورزشکار دو و میدانی اهل بریتانیا بود.